# Poppenricht
Poppenricht ist eine Gemeinde im Oberpfälzer Landkreis Amberg-Sulzbach und zählt zur Metropolregion Nürnberg. Der Name der politischen Gemeinde leitet sich von dem Dorf Poppenricht bzw. Michaelpoppenricht ab, das den Hauptort der Gemeinde bildet; dieser ist Sitz der Gemeindeverwaltung.

## Geographie

### Geographische Lage
Das Gemeindegebiet liegt am Mittellauf der Vils im Zentrum des Landkreises Amberg-Sulzbach. Der Rosenbach mündet in Altmannshof in die Vils. Nachbargemeinden sind (im Norden beginnend im Uhrzeigersinn): Hahnbach, Amberg, Ammerthal und Sulzbach-Rosenberg.
Die Gemeinde befindet sich in der Metropolregion Nürnberg zwischen den Städten Amberg und Sulzbach-Rosenberg. Die Gemeinde Mitglied in der AOVE (Arbeitsgemeinschaft Obere Vils-Ehenbach).

### Gemeindegliederung
Es gibt acht Gemeindeteile (in Klammern der Siedlungstyp):
- Altmannshof (Dorf)
- Häringlohe (Dorf)
- Laubmühle (Einöde)
- Poppenricht (Pfarrdorf)
- Speckshof (Dorf)
- Traßlberg (Dorf)
- Wirnsricht (Weiler)
- Witzlhof (Dorf)

Der Gemeindeteil Poppenricht führte zur Unterscheidung von Ursulapoppenricht früher auch den Namen Michaelspoppenricht.

## Geschichte

### Bis zur Gemeindegründung
Durch archäologische Funde aus der späteren Bronzezeit wird belegt, dass es im Poppenrichter Gemeindegebiet bereits vor 3000 Jahren eine menschliche Besiedelung gab. Die erstmalige urkundliche Erwähnung des Ortes Poppenricht fand im Jahr 1150 statt.

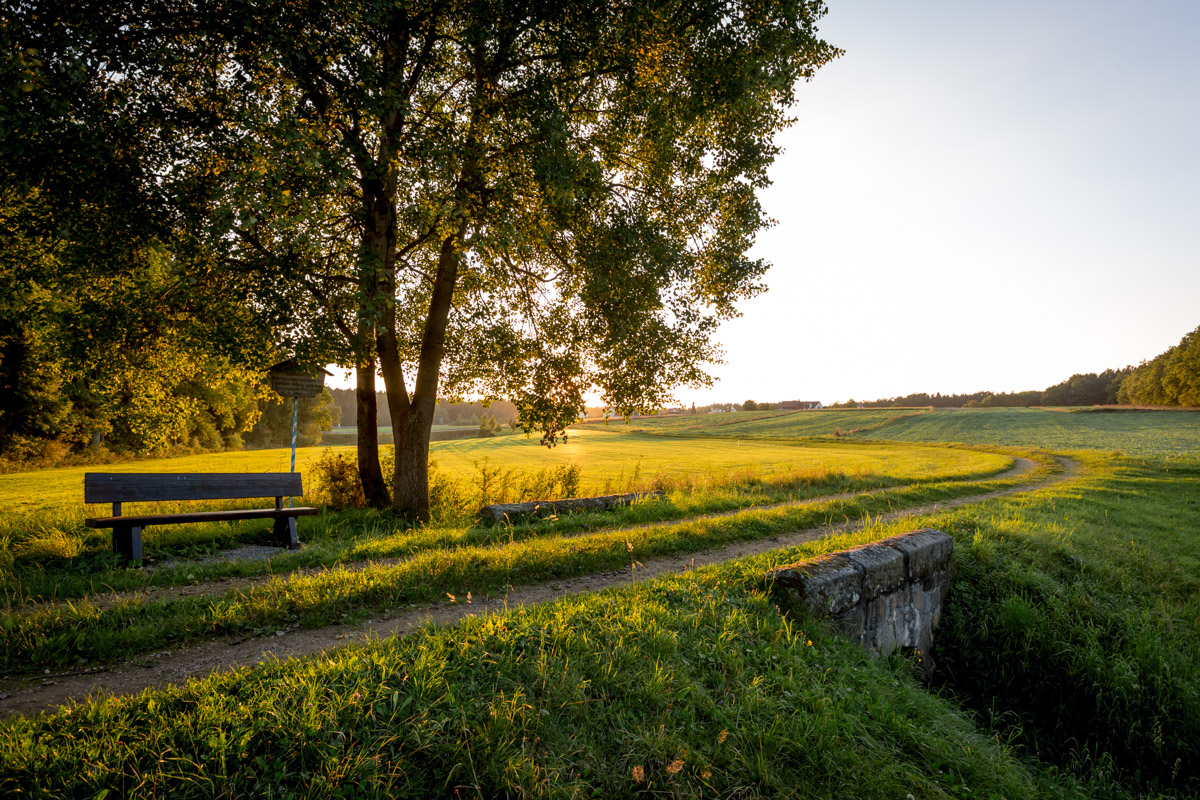
Das Bayerische Brückl

Dreieinhalb Jahrhunderte später wurde der Ort durch die kriegerischen Auseinandersetzungen des Landshuter Erbfolgekrieges in Mitleidenschaft gezogen. Als der Krieg 1505 schließlich durch einen Schiedsspruch des deutschen Königs Maximilian I. von Habsburg beendet werden konnte, kam es zur Bildung des Herzogtums Pfalz-Neuburg, der sogenannten Jungen Pfalz. Neben Poppenricht selbst, wurden diesem neuen Herzogtum auch noch die beiden heutigen Gemeindeteile Häringlohe und Wirnsricht zugeschlagen. Dadurch war eine Territorialgrenze entstanden, die beinahe drei Jahrhunderte durch das gegenwärtige Gemeindegebiet Poppenrichts verlief. An diese Zeit erinnert heute unter anderem noch das sogenannte Bayerische Brückl, eine im 18. Jahrhundert entstandene Bogenbrücke, die damals an dieser Grenze lag. In der Nähe der Brücke befindet sich zudem noch ein um 1700 errichtetes Steinmarterl, das ebenfalls den damaligen Grenzverlauf erahnen lässt.
Im darauffolgenden Jahrhundert brachte der 1618 ausgebrochene Dreißigjährige Krieg auch in der Poppenrichter Gegend erneut kriegsbedingte Zerstörungen mit sich. Der Ort selbst wurde bereits am 30. September 1621 von 50 Musketieren eines unter dem Befehl von Tilly stehenden ligistischen Heeres geplündert, weitere Verwüstungen folgten noch im Verlauf dieses längsten Krieges, der je auf deutschem Boden ausgetragen wurde. 1628 erhielt das Kurfürstentum Bayern die bereits seit 1621 besetzten Gebiete der Oberpfalz vom habsburgischen Kaiser Ferdinand II. als Kriegsentschädigung zugestanden. Im Zuge dieser zwangsweise vollzogenen Eingliederung gelangten damit die meisten Gemeindeteile des heutigen Poppenrichts unter bayerische Herrschaft.

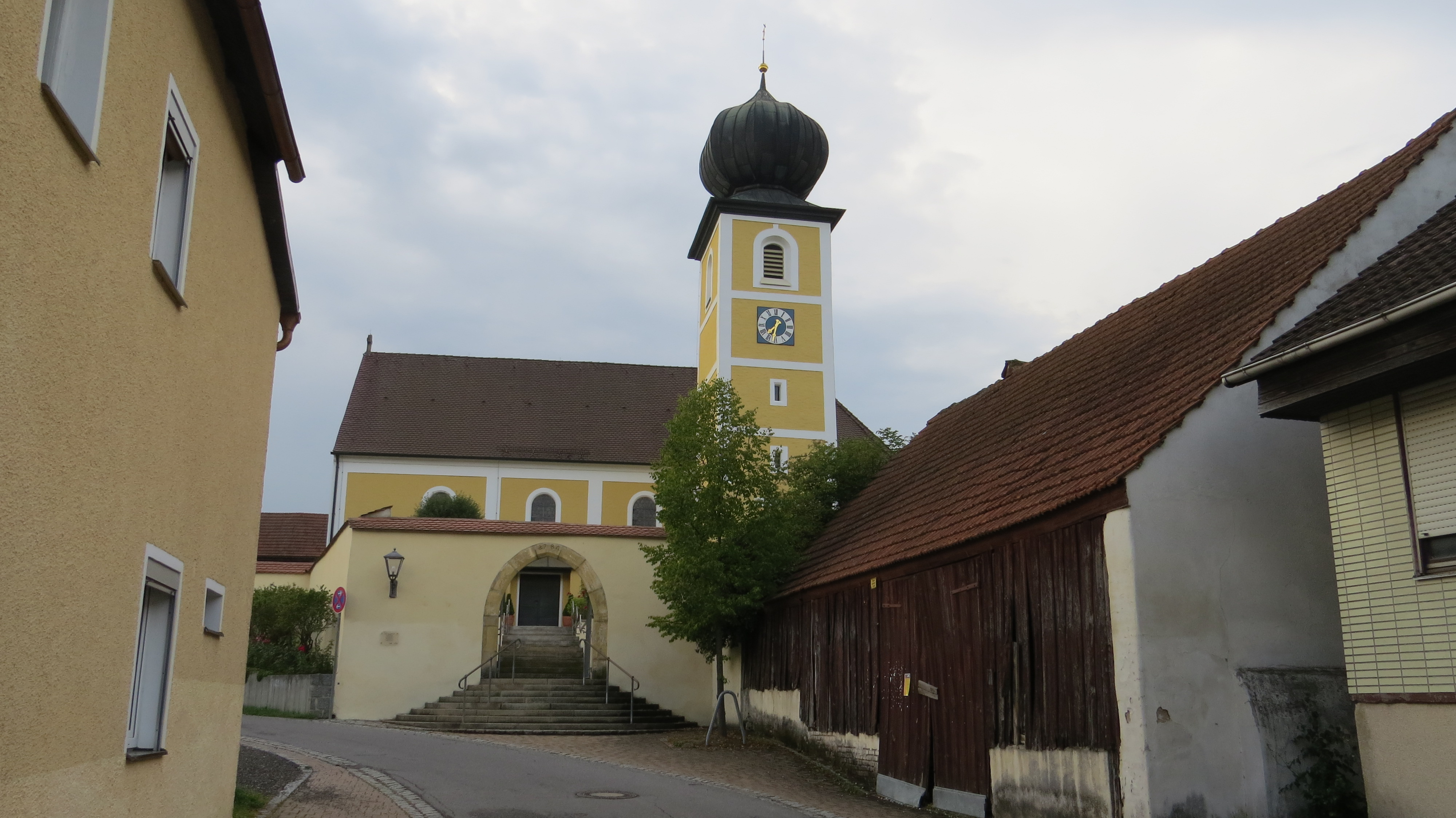
St. Michael in Poppenricht

Die übrigen Gemeindeteile Poppenrichts, mit dem Hauptort selbst, hatten dagegen seit 1614 zu dem damals neu gebildeten Herzogtum Pfalz-Sulzbach gehört. Entgegen dem Widerstand des dem lutherischen Glauben treu gebliebenen Pfalzgrafen August wurde 1627/1628 dort die Gegenreformation durchgesetzt. Der Pfalzgraf konnte gegen diese Zwangsmaßnahme allerdings nur vergeblich protestieren, denn das Herzogtum Pfalz-Sulzbach war nach seiner Schaffung zunächst unter der Landeshoheit Pfalz-Neuburgs verblieben, so dass hier der Grundsatz Cuius regio, eius religio angewandt werden konnte. Erst dem Sohn Augusts, Pfalzgraf Christian August, gelang es nach Ende des Dreißigjährigen Krieges den Protestantismus wieder in seinem Herrschaftsgebiet einzuführen. Im Jahr 1652 schloss dieser im sogenannten Kölner Vergleich einen Kompromiss mit dem katholischen Pfalz-Neuburg, der unter anderem die Einführung des Simultaneums in Pfalz-Sulzbach vorsah, was im folgenden Jahr umgesetzt wurde. Aufgrund der im Kölner Vergleich festgelegten Bestimmungen konvertierte Pfalzgraf Christian August zwar 1656 zum Katholizismus, doch das Simultaneum hatte auch danach weiterhin Bestand. In Poppenricht wurde es erst nach über drei Jahrhunderten im Jahr 1962 beendet.

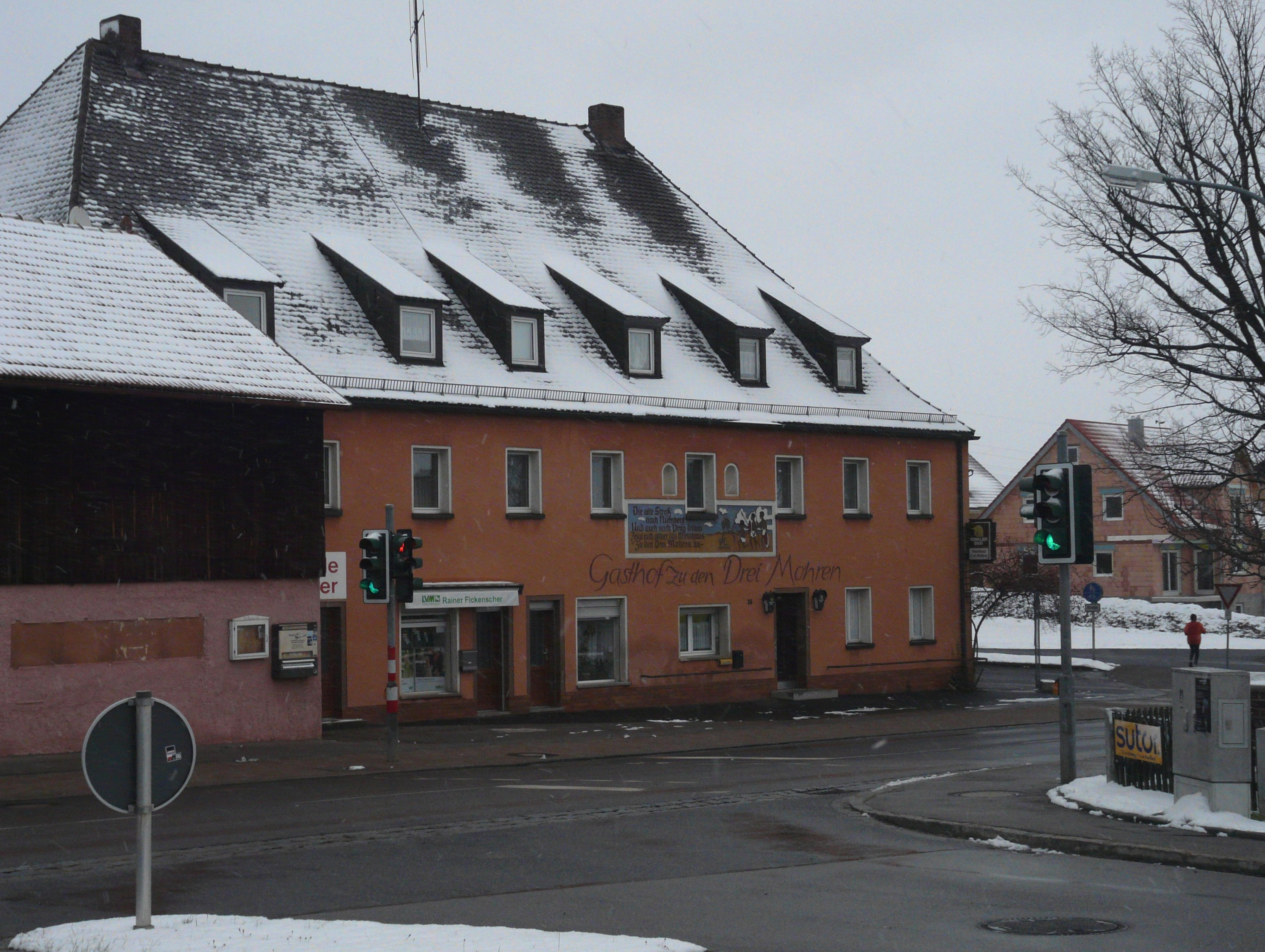
Gasthof zu den Drei Mohren

Einen wichtigen Meilenstein in der Gemeindechronik bildete das Jahr 1792, als der Gasthof zu den Drei Mohren erbaut wurde (abgerissen 2017). Dieses Gasthaus fungierte nicht nur als wichtiger Versammlungsort, sondern stellte auch einen wichtigen Etappenort auf der aus Westen kommenden und in Richtung Amberg weiterführenden Fernstraße dar. Entlang dieser Straße marschierten während des Ersten Koalitionskrieges im Sommer 1796 französische Truppen heran, um zur Eroberung Ambergs anzusetzen. Die österreichischen Verteidiger der Stadt konnten diese jedoch solange halten, bis sie Verstärkung aus dem Süden erhielten. Danach gingen die Österreicher zum Gegenangriff über, woraus sich vom 22. bis 24. August die sogenannte Schlacht bei Amberg entwickelte. Die entscheidenden Kämpfe dieser Schlacht fanden dabei am 24. August um den Sünderbühl statt, einer kleinen Anhöhe die knapp südlich des heutigen Poppenrichter Ortsteils Witzlhof liegt. Alleine an diesem Ort mussten etwa 700 Soldaten der unterlegenen französischen Armee ihr Leben lassen.

### 20. Jahrhundert
Das Kapitel kriegerischer Handlungen in und um Poppenricht endete am 22. April 1945 mit dem Einmarsch amerikanischer Truppen am Ende des Zweiten Weltkriegs.

### Eingemeindungen
Im Zuge der kommunalen Gebietsreform wurde am 1. Mai 1978 die Gemeinde Traßlberg, die am 1. Juli 1972 erheblich zugunsten der Stadt Amberg verkleinert worden war, in die Gemeinde Poppenricht eingegliedert.

### Einwohnerentwicklung
Zwischen 1988 und 2018 wuchs die Gemeinde von 3077 auf 3363 um 286 Einwohner bzw. um 9,3 %.

## Politik

### Bürgermeister
Am 14. März 2021 wurde Hermann Böhm (CSU) mit einem Stimmenanteil von 59,62 % zum neuen Ersten Bürgermeisters gewählt. Einziger Gegenkandidat war Michael Gradl (SPD).
Am 7. April 2019 war Roger Hoffmann (SPD) gewählt worden, der am 9. April 2019 die Amtsgeschäfte übernommen hatte. Er stellte sein Amt zum Jahresende 2020 zur Verfügung. Hoffmanns Vorgänger Franz Birkl (CSU) war aus gesundheitlichen Gründen zurückgetreten.

### Gemeinderat
Der Gemeinderat besteht aus dem Ersten Bürgermeister und 16 Mitgliedern. Bei der Gemeinderatswahl 2020 am 15. März haben von den 2760 stimmberechtigten Einwohnern in der Gemeinde 1760 von ihrem Wahlrecht Gebrauch gemacht, womit die Wahlbeteiligung bei 63,77 % lag. Von den 16 Mandaten als Mitglied des Gemeinderats entfallen seit 1. Mai 2020 neun auf die CSU, fünf auf die SPD und zwei auf die FW Poppenricht.

### Wappen
| Wappen von Poppenricht | Blasonierung: „Über von Blau und Silber gespaltenen Schildfuß, belegt mit einem schräg gekreuzten schwarzen Hammer und einem schwarzen Schlägel, gespalten von Silber und Blau, vorne der heilige Michael mit roter Rüstung und rotem Flammenschwert in der Rechten, hinten eine durchgehend goldene Ähre.“ |
| Wappen von Poppenricht | Am 17. September 1981 beschloss der Gemeinderat die Annahme eines Wappens, die Regierung der Oberpfalz erteilte am 13. Oktober 1983 ihre Zustimmung. |

### Partnergemeinden
- Krems im österreichischen Bundesland Kärnten

## Wirtschaft und Infrastruktur

### Arbeitsplätze
2017 gab es in der Gemeinde 216 sozialversicherungspflichtige Arbeitsplätze. Von der Wohnbevölkerung standen 1417 Personen in einem versicherungspflichtigen Beschäftigungsverhältnis. Damit war die Zahl der Auspendler um 1201 Personen größer als die der Einpendler. 43 Einwohner waren arbeitslos.

### Verkehr

#### Luftverkehr
Die nächstgelegenen Flughäfen befinden sich in Nürnberg (72 km), München (199 km) und Prag (226 km).
Der nur von Privatpersonen, Geschäftsleuten und Vereinen genutzte Verkehrslandeplatz Weiden/Opf. ist 39 km entfernt. Bis zum Segelfluggelände Amberg sind es von Poppenricht aus 9 km.

#### Schienenverkehr
Die Bahnstrecke Nürnberg–Irrenlohe durchquert das Gemeindegebiet. Seit Eröffnung der Strecke am 12. Dezember 1859 bis 1959 gab es einen Haltepunkt in Altmannshof. Seitdem gibt es keine Bahnhaltestelle mehr im Gemeindegebiet von Poppenricht.

#### Straßenverkehr
Die Gemeinde liegt zwischen den Städten Amberg und Sulzbach-Rosenberg an der Staatsstraße 2040. Weiterhin liegen Ortsteile von Poppenricht an der Bundesstraße 85.

#### Radverkehr
Der Fünf-Flüsse-Radweg führt durch das Gemeindegebiet. Er verläuft von Amberg kommend entlang der Staatsstraße 2040 durch die Ortsteile Witzlhof und Traßlberg weiter nach Sulzbach-Rosenberg.

### Bildung
Es gibt in der Gemeinde:
- zwei Kindertageseinrichtungen mit 149 genehmigten Plätzen und 150 Kindern (Stand 1. März 2018) und
- die Grundschule Poppenricht mit sieben Lehrkräften und 173 Schülern (Stand Schuljahr 2018/19)[17]

## Persönlichkeiten
- Jacob Riss (* 1838 in Laubmühle; † 1908 in Hirschau), Müller und Mitglied des Deutschen Reichstags
- Georg Pilhofer (18. Dezember 1881 in Altmannshof; † 14. Dezember 1973 in Neuendettelsau), Missionar, Pädagoge, Sprachwissenschaftler, Bibelübersetzer und Geschichtenschreiber